# Western blot

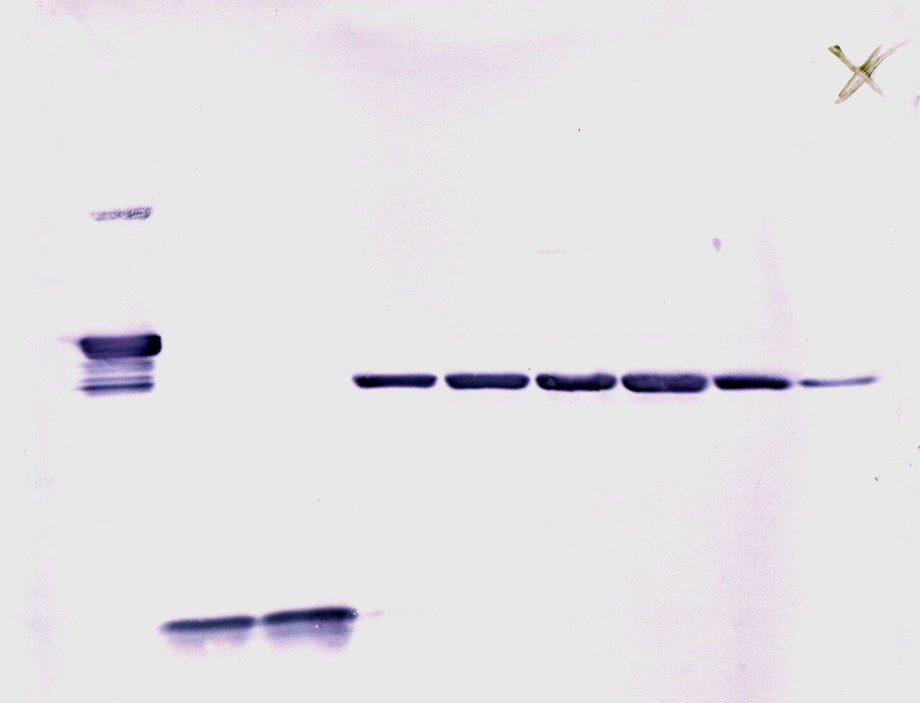
Resultaat van een western blot: een specifiek eiwit uit een complex eiwitmengsel is zichtbaar als kleine paarse bandjes

De western blot of immunoblot is een analytische techniek in de moleculaire biologie en biochemie waarmee men heel specifiek de aanwezigheid van een bepaald eiwit in een complex eiwitmengsel kan aantonen. Het is een detectiemethode die gebruikt wordt om één of verschillende eiwitten in een complex monster – zoals een cellysaat of weefselextract – zichtbaar te maken. Het is een standaardtechniek in biowetenschappelijk onderzoek.
Het uitvoeren van een western blot gaat volgens een vast aantal stappen. Eerst worden de eiwitten in het mengsel op grootte gescheiden door middel van gelelektroforese (veelal SDS-PAGE). Dan worden de gescheiden eiwitten van de gel 'overgebracht' naar een membraan van nitrocellulose of pvdf waar ze vervolgens aan hechten (blotting). Ten slotte wordt dit membraan geweekt in een oplossing met gelabelde antilichamen die specifiek aan het eiwit van interesse binden. De gelabelde antilichamen kunnen zichtbaar gemaakt worden, bijvoorbeeld via fluorescentie.
De western blot is zeer gevoelig: het kan 1 nanogram of zelfs minder van een specifiek eiwit aantonen. De techniek is nuttig als men wilt weten hoe de expressie van een eiwit verandert onder verschillende omstandigheden. Hoewel men door de dikte van de band een idee kan krijgen van de hoeveelheid eiwit in het onderzoeksmonster, zijn western blots meestal ongeschikt om een precieze kwantificatie van het aangetoonde eiwit te geven. Daarvoor wordt vaak gebruik gemaakt van een verwante techniek, de ELISA.

## Geschiedenis
De naam western blot is een woordspeling op Southern blot, een verwante techniek waarmee men geen eiwitten, maar DNA-moleculen zichtbaar maakt. De Southern blot is vernoemd naar de Engelse bioloog Edwin Southern, die de techniek ontwikkelde. De term 'western blot' werd voor het eerst gegeven in 1981 door W. Neal Burnette, hoewel de techniek zelf al in 1979 werd ontwikkeld door een onderzoeksteam aan Stanford University, en onafhankelijk door een ander team in het Friedrich Miescher Instituut in Bazel, Zwitserland. Deze laatste groep maakte gebruikt van secundaire antilichamen voor detectie, wat al sterk lijkt op de moderne western blot-methode die tegenwoordig bijna universeel wordt gebruikt. Tussen 1979 en 2019 werd de techniek gebruikt in meer dan 400.000 publicaties op PubMed. Het is een van de belangrijkste analytische technieken in de biochemie en moleculaire biologie.

## Werking

### Elektroforese

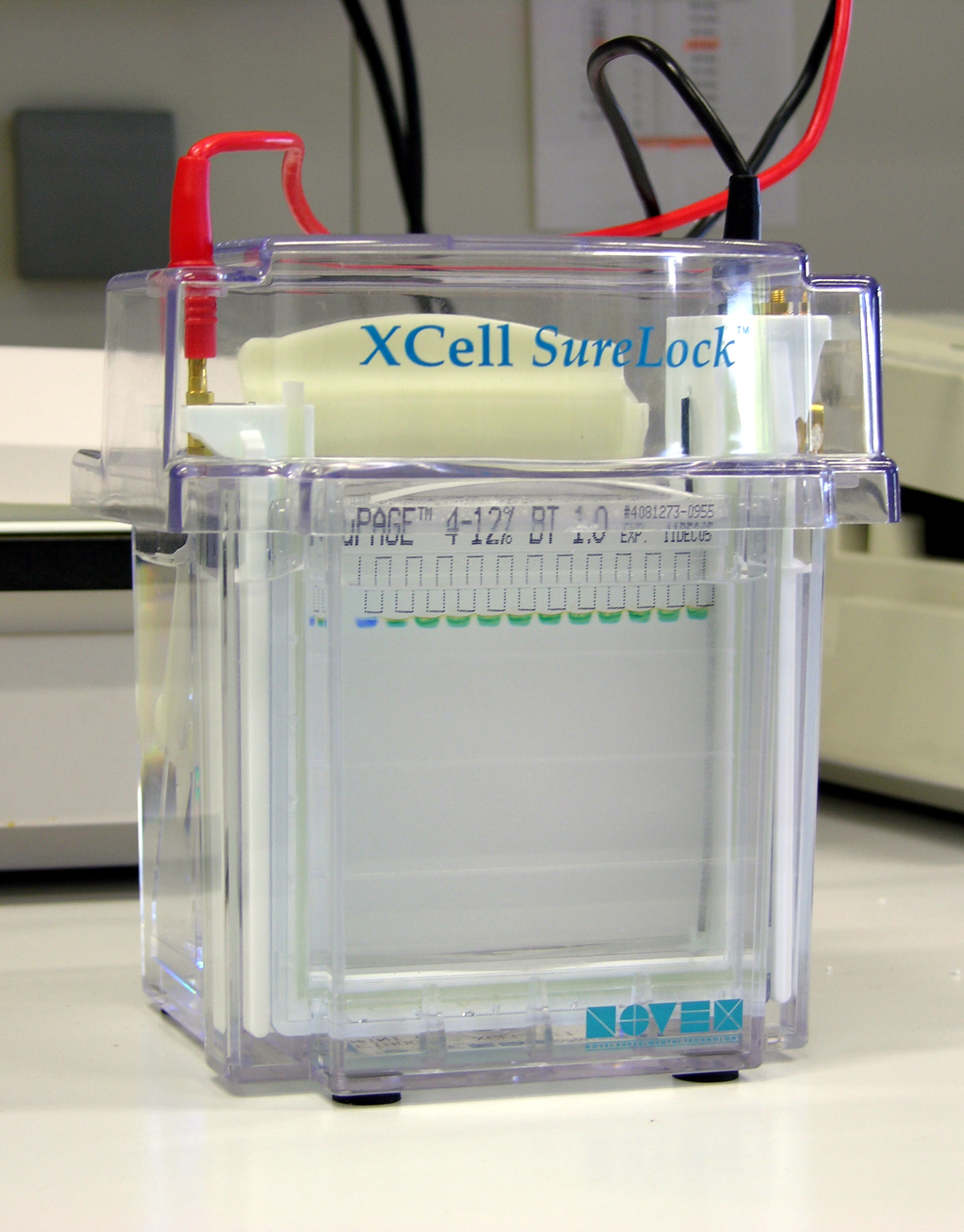
Een elektroforeseopstelling. Door de gel loopt een stroom waardoor de negatief geladen eiwitten naar beneden migreren.

In de eerste stap wordt het eiwitmengsel door middel van gelelektroforese in afzonderlijke eiwitbanden gescheiden in een dragermatrix. Belangrijke scheidingstechnieken zijn de SDS-PAGE, evenals de Native-PAGE, isoëlektrische focussering en 2D-gel-elektroforese.
Veruit de meest gangbare scheidingstechniek is SDS-PAGE. Hierbij worden de eiwitten gescheiden op grootte (moleculair gewicht). Voordat het eiwitmengsel in de gel wordt geladen, wordt het gemengd in een buffer met het krachtige detergens SDS. Deze zeepachtige stof denatureert de eiwitten door ze uit te vouwen in losse polypeptiden. Bovendien zorgt de SDS ervoor dat de polypeptiden allemaal negatief geladen worden, zodat elk eiwit in het sample naar de positieve pool migreert tijdens de elektroforese. 
Met behulp van gelelektroforese op polyacrylamide (PAGE) worden de polypeptiden op grootte gescheiden. De kleinere polypeptiden bewegen het snelst door gel naar de positieve pool. Polyacrylamide vormt een moleculaire zeef, waarvan de poriën groter of kleiner kunnen worden gemaakt door de hoeveelheid acrylamide te laten variëren. Om grote eiwitten te scheiden is een laag percentage acrylamide en bis-acrylamide (de cross-linker) nodig, om kleine eiwitten te scheiden een hoog percentage.

### Blotting
De gescheiden eiwitbanden worden vervolgens overgebracht van de gel naar een vast draagmembraan. Het membraan bestaat meestal uit nitrocellulose of PVDF; materialen met een hoge affiniteit voor eiwit. De overdracht van eiwitbandjes naar het membraan vindt plaats onder invloed van een elektrische stroom, en wordt 'blotting' of transfer genoemd. De reden dat men deze stap uitvoert, is omdat de eiwitbandjes in een membraan makkelijk toegankelijk zijn voor (detecterende) antilichamen. Een gel is hier te dik voor; de antilichamen kunnen niet door de gelmatrix heen.
Blotting gebeurt vaak in een aparte transfer-tank of in een gespecialiseerd systeem (semi-dry transfer). Het membraan – dat dezelfde lengte en breedte heeft als de gel – wordt over de gel heen gelegd, en beide zijden worden afdekt met filterpapier en een spons. Belangrijk hierbij is dat het membraan tussen de gel en de positief geladen anode ligt, dit is immers de richting waarin de eiwitbandjes zich zullen bewegen. Het stapeltje wordt in het overdrachtssysteem geplaatst en gedurende een bepaalde tijdsperiode aan elektrische stroom aangesloten. Na een uur zijn alle eiwitten van de gel in het membraan gedreven en gehecht.

### Detectie

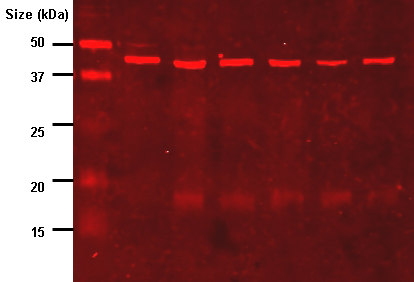
Western blot waarbij specifieke eiwitten uit een cellysaat zichtbaar zijn gemaakt met een rood fluorescerend antilichaam.

Het eiwit waarin men geïnteresseerd is kan gedetecteerd worden met een voor dat eiwit specifiek antilichaam. In de moderne biochemie wordt het eiwit van interesse meestal gedetecteerd via een tweestapsdetectie met behulp van een primair en een secundair antilichaam. Het primaire antilichaam herkent een specifieke epitoop op het eiwit (dit kan een natuurlijk voorkomend deel van het eiwit zijn, of een toegevoegde eiwit-tag). Het primaire antilichaam bindt specifiek aan deze epitoop op de blot.
Na incubatie met het primaire antilichaam wordt de blot gewassen om niet-specifieke bindingen te verwijderen. Vervolgens wordt een secundair antilichaam toegevoegd dat specifiek gericht is tegen het primaire antilichaam. Dit secundaire antilichaam is meestal afkomstig van een andere diersoort (bijvoorbeeld geit-anti-muis als het primaire antilichaam uit muis komt), en bindt aan de constante regio van het primaire antilichaam.
Het secundaire antilichaam is gelabeld met een detecteerbare groep, zoals een enzym – bijvoorbeeld horseradish peroxidase (HRP) of alkalische fosfatase (AP) – of een fluorofoor. Wanneer een geschikt substraat wordt toegevoegd, produceert het enzym een kleurreactie (chemiluminescentie), of in het geval van een fluorofoor kan het eiwit direct worden gevisualiseerd met behulp van fluorescentieapparatuur. De blot wordt in een geschikt detectiesysteem ontwikkeld.

#### Detectie-tags
Als men een bekend eiwit van interesse wilt visualiseren door middel van western blot, wordt het eiwit vaak uitgerust met een eiwit-tag. Hierbij wordt op DNA-niveau een specifieke aminozuursequentie (meestal 6–20 aminozuren) toegevoegd aan het uiteinde van het eiwit, dat daardoor zeer efficiënt herkend kan worden door een antilichaam. Voorbeelden zijn FLAG-tags, HA-tags en Myc-tags.